# Lista de pinturas de José Wasth Rodrigues no Museu Paulista
Esta é uma lista de pinturas de José Wasth Rodrigues no Museu Paulista.
José Wasth Rodrigues nasceu em 1891 e é natural de São Paulo. Morreu no Rio de Janeiro em 1957. Sua produção ficou marcada por encomendas realizadas pelo diretor do Museu do Ipiranga Affonso d'Escragnolle Taunay, para que retratasse principalmente personalidades e vistas de São Paulo.

## Lista de pinturas
| Imagem | Título                                                      | Data      | Material              | Coleção                                             | Versão audível |
| ------ | ----------------------------------------------------------- | --------- | --------------------- | --------------------------------------------------- | -------------- |
|        | Páteo da Igreja de São Francisco, 1862                      |           | aquarela              | Coleção José Wasth Rodrigues Coleção Museu Paulista |                |
|        | Rua São Bento, 1858                                         |           | aquarela              | Coleção José Wasth Rodrigues Coleção Museu Paulista |                |
|        | Rua Direita, 1860                                           |           | aquarela              | Coleção José Wasth Rodrigues Coleção Museu Paulista |                |
|        | Brasão de São Vicente                                       |           | guache aquarela       | Coleção José Wasth Rodrigues Coleção Museu Paulista |                |
|        | Brasão de Laguna                                            |           | guache aquarela       | Coleção José Wasth Rodrigues Coleção Museu Paulista |                |
|        | Brasão de Mogi das Cruzes                                   |           | aquarela              | Coleção José Wasth Rodrigues Coleção Museu Paulista |                |
|        | Brasão de Itú                                               |           | guache                | Coleção José Wasth Rodrigues Coleção Museu Paulista |                |
|        | Brasão de São Francisco do Sul                              |           | aquarela              | Coleção José Wasth Rodrigues Coleção Museu Paulista |                |
|        | Brasão de Parnaíba                                          |           | guache aquarela       | Coleção José Wasth Rodrigues Coleção Museu Paulista |                |
|        | Brasão de Lorena                                            |           | guache aquarela       | Coleção José Wasth Rodrigues Coleção Museu Paulista |                |
|        | Brasão de Jaú                                               |           | guache aquarela       | Coleção José Wasth Rodrigues Coleção Museu Paulista |                |
|        | Aspecto da Rua do Rosário à noite em 1862                   |           | aquarela              | Coleção José Wasth Rodrigues Coleção Museu Paulista |                |
|        | Igreja do Largo Santa Ifigênia, 1864                        | 1918      | aquarela              | Coleção José Wasth Rodrigues Coleção Museu Paulista |                |
|        | Páteo da Sé e Igreja de São Pedro, 1858                     | 1919      | tinta a óleo          | Coleção José Wasth Rodrigues Coleção Museu Paulista |                |
|        | Passarola de Bartolomeu de Gusmão                           | século XX | tinta a óleo          | Coleção José Wasth Rodrigues Coleção Museu Paulista |                |
|        | Brasão com Armas de São Paulo                               | século XX | tinta a óleo          | Coleção José Wasth Rodrigues Coleção Museu Paulista |                |
|        | João Ramalho e Filho                                        | 1934      | tinta a óleo          | Coleção José Wasth Rodrigues Coleção Museu Paulista |                |
|        | Passarola de Bartolomeu de Gusmão                           | século XX | tinta a óleo          | Coleção José Wasth Rodrigues Coleção Museu Paulista |                |
|        | Cacique Tibiriçá e neto                                     | 1932      | tinta a óleo          | Coleção José Wasth Rodrigues Coleção Museu Paulista |                |
|        | Brasão com Armas de Santos                                  | século XX | tinta a óleo          | Coleção José Wasth Rodrigues Coleção Museu Paulista |                |
|        | Brasão com Armas de São Vicente                             | século XX | tinta a óleo          | Coleção José Wasth Rodrigues Coleção Museu Paulista |                |
|        | Antiga Rua do Rosário (Rua XV de Novembro)                  | 1918      | tinta a óleo          | Coleção Museu Paulista                              |                |
|        | Batalha de Ituzaingó                                        | 1939      | tinta a óleo          | Coleção Museu Paulista                              |                |
|        | Brasão com Armas de Cananéa                                 |           | tinta a óleo          | Coleção Museu Paulista                              |                |
|        | Brasão com Armas de Jaú                                     |           | tinta a óleo          | Coleção Museu Paulista                              |                |
|        | Brasão com Armas de Santo André                             |           | tinta a óleo          | Coleção Museu Paulista                              |                |
|        | Casas Velhas de Santos, 1826                                | 1922      | tinta a óleo          | Coleção Museu Paulista                              |                |
|        | Dama Paulista, 1808                                         |           | tinta a óleo          | Coleção Museu Paulista                              |                |
|        | Igreja de Santo Antonio, 1826                               |           | tinta a óleo          | Coleção Museu Paulista                              |                |
|        | Igreja e Páteo da Misericórdia                              | 1922      | tinta a óleo          | Coleção Museu Paulista                              |                |
|        | Largo do Rosário, 1880                                      | 1920      | tinta a óleo          | Coleção Museu Paulista                              |                |
|        | Largo e Mosteiro de São Bento, 1830                         | 1918      | tinta a óleo          | Coleção Museu Paulista                              |                |
|        | Monumento a Bartolomeu de Gusmão (Face Principal)           |           | tinta a óleo          | Coleção Museu Paulista                              |                |
|        | Monumento a Bartolomeu de Gusmão em Santos (Face Posterior) |           | tinta a óleo          | Coleção Museu Paulista                              |                |
|        | Paço Municipal, 1628                                        | 1920      | tinta a óleo          | Coleção Museu Paulista                              |                |
|        | Passarola                                                   |           | tinta a óleo          | Coleção Museu Paulista                              |                |
|        | Páteo da Sé, 1862                                           | 1918      | tinta a óleo          | Coleção Museu Paulista                              |                |
|        | Pateo do Colégio, 1858                                      | 1918      | tinta a óleo          | Coleção Museu Paulista                              |                |
|        | Páteo e Igreja da Sé e São Pedro, 1840                      |           | tinta a óleo          | Coleção Museu Paulista                              |                |
|        | Paulistas Antigos, 1825                                     |           | tinta a óleo          | Coleção Museu Paulista                              |                |
|        | Rua da Glória e Largo de São Paulo                          |           | tinta a óleo          | Coleção Museu Paulista                              |                |
|        | Rua Direita e Largo São Pedro no Páteo da Sé, 1858          | 1922      | tinta a óleo          | Coleção Museu Paulista                              |                |
|        | Rua do Rosário (Rua Xv de Novembro)                         | 1920      | tinta a óleo          | Coleção Museu Paulista                              |                |
|        | Rua do Rosário, 1858                                        | 1920      | tinta a óleo          | Coleção Museu Paulista                              |                |
|        | Soldado da Legião Paulista na Cisplatina e Gaúcho           |           | tinta a óleo          | Coleção Museu Paulista                              |                |
|        | Trecho final da antiga Rua do Rosário, 1858                 | 1919      | tinta a óleo          | Coleção Museu Paulista                              |                |
|        | Várzea do Carmo e Rio Tamanduateí, 1858                     | 1922      | tinta a óleo          | Coleção Museu Paulista                              |                |
|        | Brasão de Monte Alto                                        |           | aquarela              | Coleção Museu Paulista Coleção José Wasth Rodrigues |                |
|        | Brasão de São José dos Campos                               |           | aquarela papel guache | Coleção Museu Paulista Coleção José Wasth Rodrigues |                |
|        | Brasão de São Carlos                                        |           | aquarela              | Coleção Museu Paulista Coleção José Wasth Rodrigues |                |
|        | Brasão de Jaboticabal                                       |           | estampa               | Coleção Museu Paulista Coleção José Wasth Rodrigues |                |
|        | Brasão da Cidade de Tatuí                                   |           | aquarela              | Coleção Museu Paulista Coleção José Wasth Rodrigues |                |
|        | Brasão de Guarulhos                                         |           | guache                | Coleção Museu Paulista Coleção José Wasth Rodrigues |                |
|        | Brasão de Campinas                                          |           | papel aquarela guache | Coleção Museu Paulista Coleção José Wasth Rodrigues |                |
|        | Brasão de Joinville                                         |           | papel aquarela guache | Coleção Museu Paulista Coleção José Wasth Rodrigues |                |
|        | Brasão de Guaratinguetá                                     |           | papel aquarela guache | Coleção Museu Paulista Coleção José Wasth Rodrigues |                |
|        | Brasão de Porto Seguro                                      |           | aquarela guache       | Coleção Museu Paulista Coleção José Wasth Rodrigues |                |
|        | Brasão de Franca                                            |           | aquarela              | Coleção Museu Paulista Coleção José Wasth Rodrigues |                |
|        | Brasão de Ubatuba                                           |           | aquarela              | Coleção Museu Paulista Coleção José Wasth Rodrigues |                |
|        | Rua Direita                                                 | 1918      | bico de pena aquarela | Coleção Museu Paulista Coleção José Wasth Rodrigues |                |
|        | Brasão com Armas de Campinas                                | século XX | tinta a óleo          | Coleção Museu Paulista Coleção José Wasth Rodrigues |                |
|        | Retrato de D. João III                                      | século XX | tinta a óleo          | Coleção Museu Paulista Coleção José Wasth Rodrigues |                |
|        | Retrato de Martim Afonso de Sousa                           | século XX | tinta a óleo          | Coleção Museu Paulista Coleção José Wasth Rodrigues |                |
|        | Brasão de Taubaté                                           | 1925      | tinta a óleo          | Coleção Museu Paulista Coleção José Wasth Rodrigues |                |
|        | Brasão de Porto Feliz                                       | 1925      | tinta a óleo          | Coleção Museu Paulista Coleção José Wasth Rodrigues |                |
|        | Brasão de Parnaíba                                          | 1925      | tinta a óleo          | Coleção Museu Paulista Coleção José Wasth Rodrigues |                |
|        | Brasão de Sorocaba                                          | 1925      | tinta a óleo          | Coleção Museu Paulista Coleção José Wasth Rodrigues |                |
|        | Brasão de Itú                                               | 1925      | tinta a óleo          | Coleção Museu Paulista Coleção José Wasth Rodrigues |                |
|        | Brasão de Itanhaém                                          | 1925      | tinta a óleo          | Coleção Museu Paulista Coleção José Wasth Rodrigues |                |